# Elov Englesson
Elov Englesson, född den 17 juni 1884 i Gysinge, Gävleborgs län, död 1962, var en svensk uppfinnare och maskiningenjör. Han var känd som en framstående konstruktör inom flera områden av den mekaniska industrin. Han var far till ingenjören Sixten Englesson.

## Biografi
Englesson utbildade sig vid Chalmers tekniska institut 1904 och Polytechnischen Schule i Zürich 1905-1906.
Englesson var i början av sin yrkeskarriär anställd vid Karlstads Mekaniska Werkstad åren 1906–1910. Efter en anställning vid Allis-Chalmers i Milwaukee, USA, återknöts Englesson 1912 till Karlstads Mekaniska Werkstad där han arbetade fram till 1953. 
Som chefskonstruktör och överingenjör för turbinavdelningen utvecklade han där flera mycket kända och använda typer av turbiner. 
Grunden för hans turbinkonstruktioner var den av österrikaren Viktor Kaplan framtagna vattenturbinen för stora flöden med låg fallhöjd. Englesson och hans medarbetare kunde genom vidareutveckling lösa återstående tekniska problem. Det internationella genombrottet för turbintypen kom med installationen i Lilla Edets kraftverk 1926.
1938 blev Englesson chef för propelleravdelningen och var också den som tidigare lett konstruktionen av den ställbara fartygspropellern, KaMeWa-propellern. Denna lanserades 1937 och följdes senare av styrpropellern 1957 samt jetstråldrift av fartyg 1980.
Englesson blev 1936 ledamot av Ingenjörsvetenskapsakademin.